# Layahima nebulosa
Layahima nebulosa är en insektsart som beskrevs av Navás 1912. Layahima nebulosa ingår i släktet Layahima och familjen myrlejonsländor. Inga underarter finns listade i Catalogue of Life.